# 德薩瓜德羅河 (阿根廷)

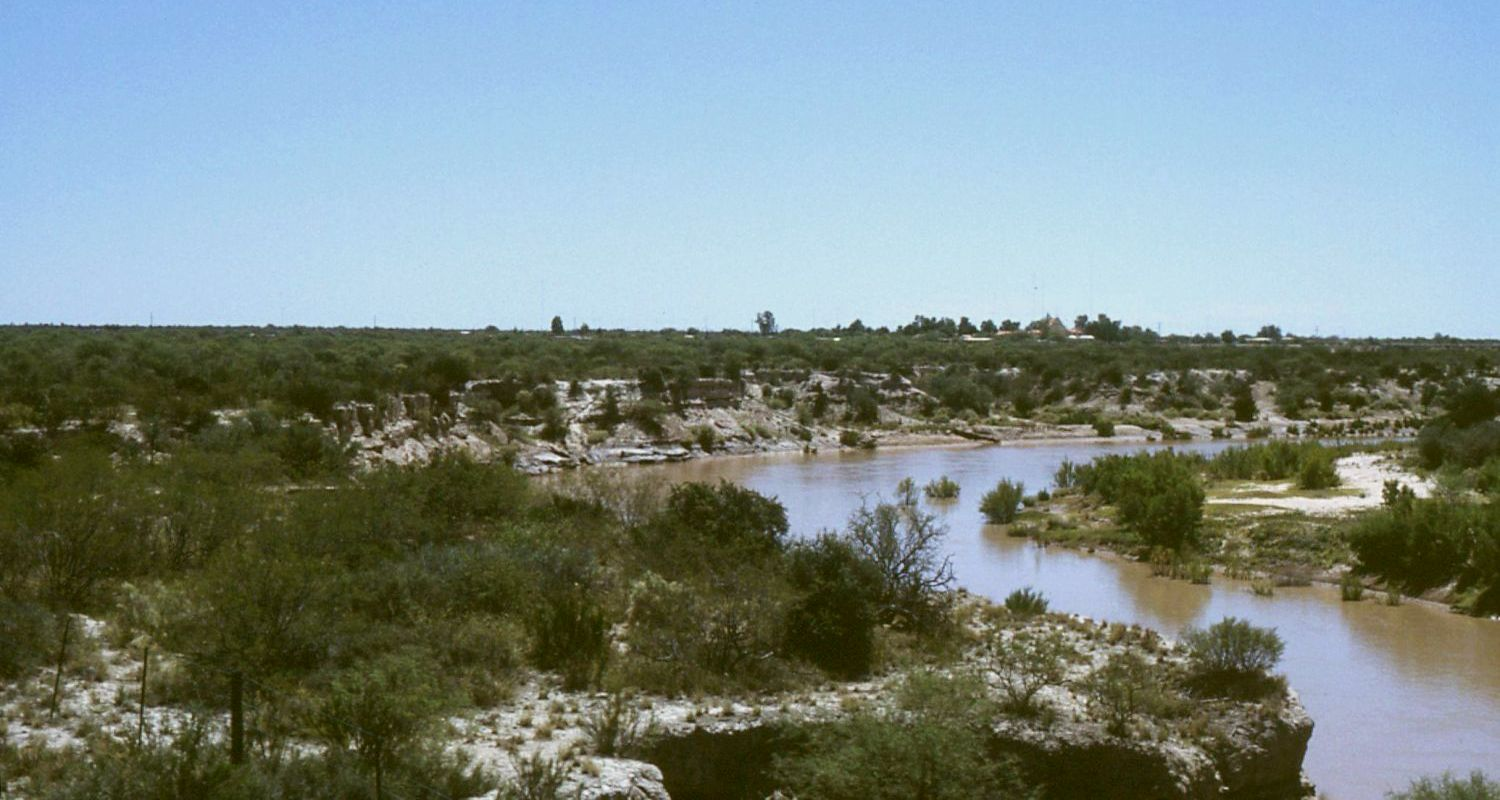
德薩瓜德羅河

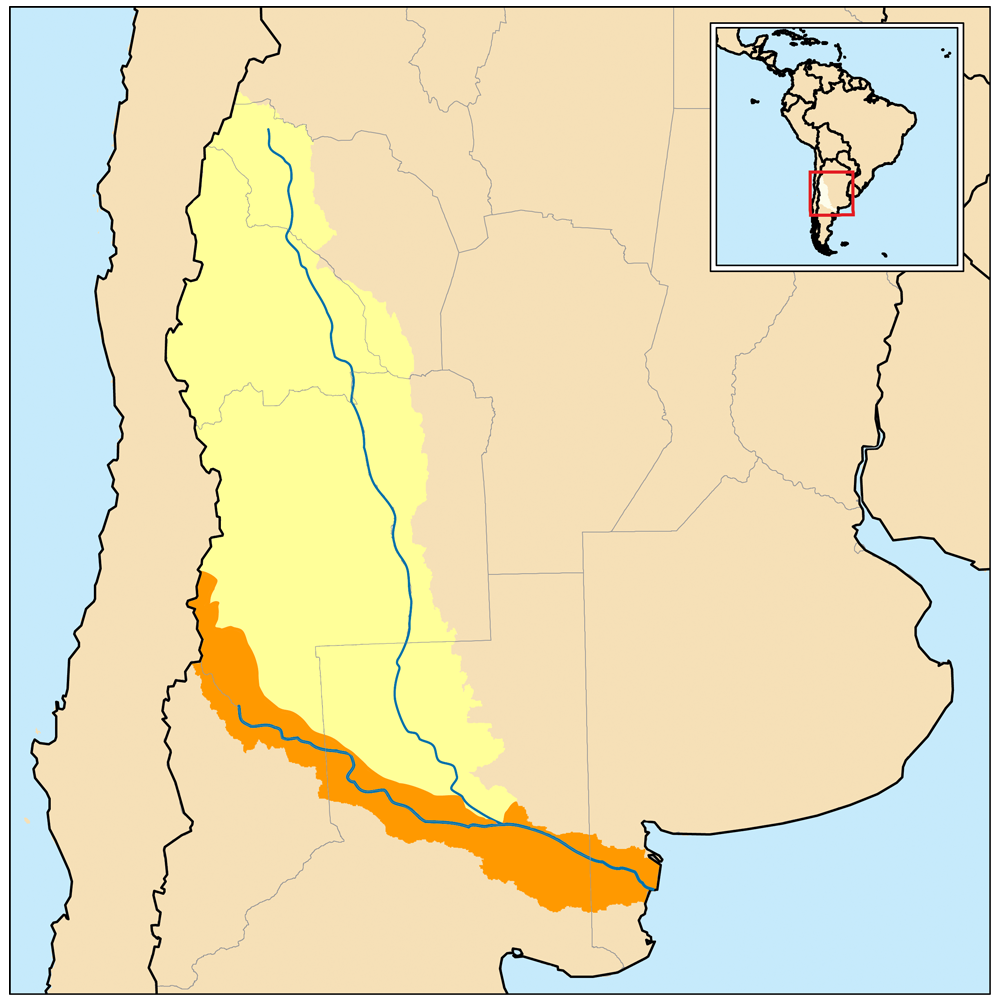
德薩瓜德羅河位置（橙色部份）

德薩瓜德羅河（西班牙語：Río Desaguadero）是阿根廷的河流，位於該國西部，河道全長1,515公里，集水區面積約260,000平方公里，發源自拉里奧哈省的皮西斯峰附近。